# 어는비

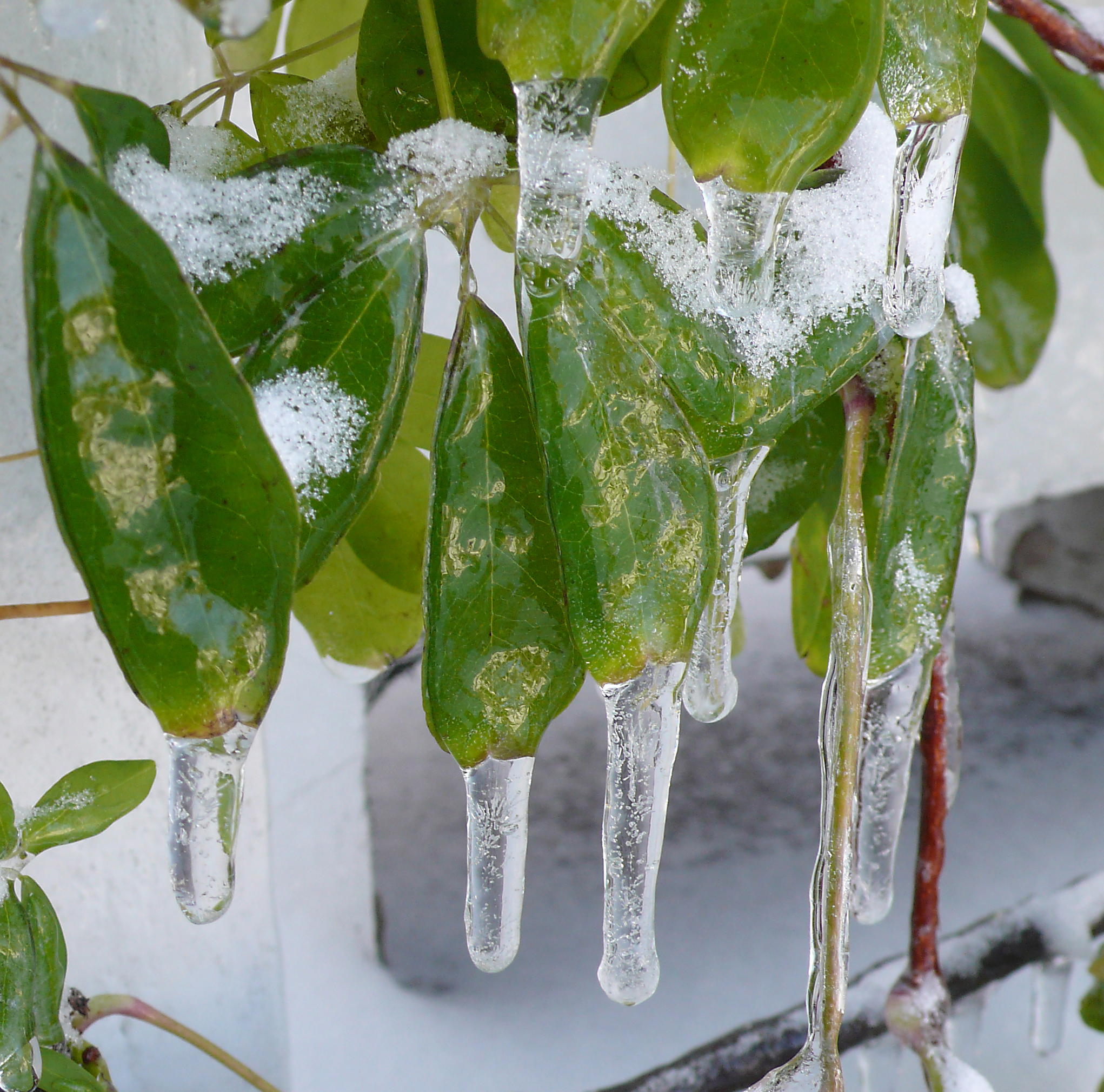
잎에 달린 우빙

어는비 또는 동우(凍雨, 영어: Freezing rain)은 0 °C 이하에서도 얼지 않은 과냉각 상태의 비얼음이 땅과 나무 등의 물체에 닿아 얼어 형성되는 딱딱 투명한 얼음으로, 결빙 현상의 일종이다.
비와 눈의 혼합물이나 얼음 알갱이와는 달리, 어는비는 전적으로 액체 방울로 만들어진다. 빗방울은 지상 수백 미터 상공의 영하의 공기층을 통과하면서 과냉각된 다음, 땅, 나무, 전선, 항공기, 자동차 등 만나는 모든 표면과 충돌하면 얼어붙는다. 유약 얼음이라고 불리는 결과 얼음은 수 센티미터의 두께로 축적되어 노출된 모든 표면을 덮을 수 있다. 어는비의 METAR 코드는 FZRA이다.
어는비로 인해 상당한 두께의 유약 얼음이 생성되는 폭풍을 종종 얼음폭풍이라고 한다. 이러한 폭풍은 특별히 강력하지는 않지만, 어는비도로 이동에 문제를 일으키고, 나무 가지를 부러뜨리고, 쌓인 얼음의 무게로 인해 전력선을 쓰러뜨리는 것으로 악명이 높다. 무너진 송전선은 영향을 받은 지역에 정전을 일으키고, 쌓인 얼음은 머리 위에 심각한 위험을 초래할 수도 있다. 얼음은 익형과 비행 조종면의 모양을 효과적으로 '재형성'할 수 있기 때문에 항공기에 매우 위험한 것으로도 알려져 있다.

## 같이 보기
- 블랙아이스
- 우박
- 얼음폭풍